# 保蓮 (愛達荷州)
保蓮（英語：Pauline）是位於美國愛達荷州鮑爾縣的一個非建制地區。該地的面積和人口皆未知。

## 地理
保蓮的座標為42°34′15″N 112°33′37″W / 42.57083°N 112.56028°W，而該地的平均海拔高度為1530米（即5010英尺）。